# Купер, Полетт
Поле́тт Марси́я Ку́пер (урожд. Па́ула Бухо́льц; англ. Paulette Marcia Cooper; род. 26 июля 1942, Антверпен, Бельгия) — американская писательница и журналистка.
Получила наибольшую известность как критик Церкви саентологии, написав о ней ряд журналистских статей-расследований и книги «Скандал саентологии» и «Поле битвы — саентология: разоблачение опасной „религии“ Л. Рона Хаббарда»,  а также как объект продолжительных нападок со стороны саентологов посредством предъявленных адептами и агентами движения судебных исков (в общей сложности 19 по всему миру), организованных ими клеветнических кампаний, открытого и скрытого наблюдения, прямых угроз и рассылки от имени Купер поддельных писем о подготовке террористического акта.
Лауреат премии Эдгара Аллана По (1974) Общества детективных писателей Америки за книгу «Детективы медицины» в номинации «Лучшее произведение о реальных преступлениях» и премии «Совесть в СМИ» (1992) Американского общества журналистов и писателей за долговременное расследование теневой деятельности саентологов.

## Биография
Родилась 26 июля 1942 года в Бельгии в семье кожевника Хаима и его жены Рухлы (урожд. Минковски) Бухольц, польских евреев, иммигрировавших в Антверпен в конце 1920-х годов. Её родители погибли в Аушвице: отца арестовали за четыре дня до её рождения, а мать — в октябре того же года. Друзья семьи прятали Паулу и её старшую сестру Сару в течение нескольких месяцев, но нацисты в конце концов нашли их. Незадолго до того, как летом 1943 года девочек должны были отправить в Аушвиц, друзья Хаима и другие доброжелатели добились их освобождения, подкупив нацистских чиновников. После войны сёстры некоторое время находились в детских домах, их переводили из одного учреждения в другое. Сару (позже известную как Сьюзи) в конце концов удочерила тётя, которая, однако, не могла позволить себе содержать обеих племянниц. Наконец, в 1948 году Паулу удочерила американская еврейская пара из Нью-Йорка — Тед и Стелла (урожд. Топфер) Купер. Удочерение было официально оформлено в 1950 году, когда Паула, теперь ставшая Полетт, также натурализовалась, получив американское гражданство.
Хотя родным языком Купер был французский, она достаточно быстро —  к 8 годам — освоила устный и письменный английский язык. В 1964 году получила бакалавра психологии с отличием в Брандейском университете. Училась в Колумбийском университете, готовясь получить степень доктора философии по психологии, но затем перевелась в Городской университет Нью-Йорка, где получила степень магистра психологии. Кроме того, Полетт прошла летний курс по религиоведению в Гарвардском университете — и именно её увлечение сравнительным религиоведением впоследствии вызвало интерес к новым религиозным движения и, в частности, к саентологии. Там же в течение семи месяцев проходила практику в исследовании шизофрении.

## Журналистская и писательская деятельность
В начале карьеры Купер работала в рекламных агентствах, в том числе в престижном BBDO. Ей нравилось работать в сфере копирайтинга, и вскоре она начала писать на новые интересные темы для различных газет и журналов, успев к 26 годам опубликовать ряд материалов в TV Guide, Cosmopolitan и The Washington Post. В 1970 году её репортаж о собственном приключении в качестве «первой безбилетной женщины» на круизном лайнере привлёк внимание нескольких крупных СМИ.
Купер подготовила множество статей для газеты National Enquirer, в которой начала работать в 1974 году. И хотя она избегала редакционных заданий, связанных с вторжением в частную жизнь знаменитостей, тем не менее многие годы выслеживала Жаклин Кеннеди Онассис и даже оказалась запечатлённой на переднем плане фотоснимка Онассис, опубликованного New York Post. А однажды посетила Африку, где в рамках своих путевых заметок исследовала историю работорговли.
Автор статей для таких изданий, как The National Law Journal, New York Magazine, The New York Post, The New York Times, Parade, The Sunday Times, Travel Agent, Travel Weekly и Working Mother.
В настоящее время ведёт колонку о домашних животных в Palm Beach Daily News.
Купер начала заниматься писательской деятельностью в 1968 году, написав более 23 книг различной тематики, в том числе о путешествиях, пропавших людях, медицине, домашних животных. Совокупный тираж книг Купер приблизительно равен полумиллиону экземпляров. Неоднократно выступала в качестве литературного негра, в том числе один раз — для Маргарет Трумэн, дочери президента США Гарри Трумэна.

## Конфликт с саентологами

### Статья в журнале Queen
Конфликт Купер с саентологами начался в 1970 году, когда Церковь саентологии подала против неё иск в британский суд за серию критических статей в журнале Queen. Купер заинтересовалась саентологией после встречи со своим бывшим коллегой по BBDO, который заявил ей, что благодаря саентологическим практикам он узнал, что является реинкарнацией Иисуса Христа. После этого он объявил: «Бог решил тебя изнасиловать» — и попытался напасть на Купер, но ей удалось не допустить реализации намерения мужчины, выгнав того из своей квартиры. Затем она позвонила своему бывшему возлюбленному, который сам экспериментировал с саентологией, рассказала ему об инциденте и о том, что неудачливый насильник мнил себя Иисусом Христом, на что получила ответ: «Может быть, он и в самом деле такой».
Купер, решив, что, возможно, нашла захватывающую тему для репортажа, записалась в местной саентологической организации на вводный «курс общения». В перерывах между сеансами она занималась осмотром помещения, задавала вопросы и даже взяла из офиса несколько документов. В одном документе были перечислены люди,которые считаются «подавляющими личностями» — врагами саентологии.
Она с головой ушла в работу над статьёй о саентологии. Позже журналистка следующим образом объяснила свою увлечённость темой: «У меня была степень магистра психологии, и я изучала сравнительное религиоведение в Гарварде в течение лета, и то, что я узнала во время своего исследования группы, основанной Л. Роном Хаббардом, было одновременно захватывающим и пугающим. История взывала к тому, чтобы её рассказали».
Проводя интервью с бывшими саентологами, Купер многое узнала о внутренних приёмах организации и о преследованиях, которым подвергаются те, кто решил её покинуть. Когда в 1963 году сотрудники Управления по санитарному надзору за качеством пищевых продуктов и медикаментов вместе с местной полицией провели обыски в саентологическом офисе в Вашингтоне, у журналистки появились дополнительные сведения о саентологии. Кроме того, в своей работе она ссылалась на отчёт Андерсона 1965 года, где были представлены изобличительные данные о саентологической организации в австралийском штате Виктория, методы которой осуждались как психологическое насилие, в связи с чем рекомендовалось ввести запрет на её деятельность.
Статья Купер «Трагифарс саентологии» (англ. The Tragi-Farce of Scientology) вышла в 1969 году в декабрьском номере журнала Queen. Хотя основная часть текста касалась преследования саентологами своих критиков, эта публикация стал первой, в которой подробно рассматривались случаи сексуальных домогательств со стороны саентологических о́диторов. Вскоре после выхода статьи Купер получила два анонимных телефонных звонка — ей угрожали убийством, если не прекратит писать о саентологии.

### Книга «Скандал саентологии»
В июне 1971 года Купер выпустила в издательстве Tower Publications состоящую  из 22 глав книгу «Скандал саентологии: леденящее душу исследование сущности, верований и обычаев „сегодняшней религии“», где представила в обобщённом виде изложенное ранее в статьях. Саму книгу она назвала кладезем «захватывающих, увлекательных, неизвестных, острых материалов».
«Скандал саентологии» усугубил негативное отношение к Полетт Купер со стороны саентологов. И хотя в издании содержалось приложение «История саентолога» с вопросами автора и ответами, представленными Дэвидом Гейманом, тогдашним саентологическим директором по связям с общественностью в Великобритании, вскоре после публикации организация подала в суд на Купер и редакцию Queen иск о клевете в её статьях, опубликованных в журнале (The Church of Scientology of California and Queen Magazine Ltd., High Court of Justice, Queen's Bench Division, 1970-C-No. 5751). Несмотря на то, что Harper's Bazaar, преемнику издания, быстро удалось уладить этот вопрос, уже в декабре со стороны саентологов последовал второй иск в Верховный суд Лос-Анджелеса (англ. Church of Scientology of California vs. Paulette Cooper, et al., Los Angeles Superior Court, Docket No. C18558) — уже против книги, относительно которой истцы утверждали, что она содержит «ложные, клеветнические и позорящие заявления о церкви». В конце 1973 года издательству Tower Publications удалось откупиться и выйти, к разочарованию Купер, из судебного процесса в качестве соответчика. Несмотря на сильную линию защиту, Купер, тосковавшая по дому и уставшая от тяжбы, тоже решила уладить дело. В рамках сделки, подписанной 5 декабря 1976 года, она уступила авторские права на свою книгу саентологам и согласилась больше не комментировать её публично, а взамен организация отзывала все оставшиеся иски против Купер.
Один из бывших саентологов вспоминал, что видел экземпляр книги в салоне «Аполлона», флагманского корабля саентологической Морской организации.

### Преследования
На протяжении многих лет Купер находилась под неусыпным вниманием саентологов, подвергаясь не только судебным, но и личным преследованиям. Самой известной акцией саентологов, направленной против Купер, стала «Операция «Выбешивание»», целью которой было сдерживание критических отзывов о Церкви саентологии путём «заключения её в психиатрическую больницу или тюрьму, либо, по крайней мере, нанесение ей столь сильного удара, чтобы она прекратила нападать». Предыдущая акция называлась «Операция „Динамит“», когда Церковь саентологии, используя печатную машинку Купер и бумагу с её отпечатками пальцев, рассылала от имени Купер поддельные письма с угрозами взрыва бомбы; в дальнейшем саентологи намеревались отправить подобные письма Генри Киссинджеру. В 1973 году Купер были предъявлены обвинения. В сентябре 1975 года, после того как Купер под инъекцией сыворотки правды дала показания, уголовное преследование против неё было прекращено. В 1977 году ФБР провело обыски в офисах саентологов, где были обнаружили документы, относящиеся к указанной операции против Купер. В том же году бывший саентолог Марджери Уэйкфилд в своём аффидавите утверждала, что спецслужбой саентологов — отделом особых дел — планировалось убийство Купер.
В дальнейшем многие годы следовали различные иски как против Купер, которых в общей сложности было 19, так и 3 встречных с её стороны против саентологии. В 1985 году Церковь саентологии согласилась на внесудебное урегулирование разногласий с Купер.

### Гражданский активизм
В мае 2015 года журналист Тони Ортега выпустил книгу «Несокрушимая мисс Красавица» (англ. The Unbreakable Miss Lovely), где описал историю её противостояния с саентологией.
В 2016 году Купер рассказала свою историю в одной из серий документального сериала «Лиа Ремини: саентология и последствия», снятого актрисой Лиа Ремини, которая в 2013 году покинула Церковь сайентологии.

## Личная жизнь
Замужем (с 17 мая 1988 года) за телепродюсером Полом Нобелем, в соавторстве с которым написала четыре книги. Супруги живут в Палм-Бич штата Флорида вместе с двумя ши-тцу.
Старшая сестра Сьюзи проживает в Нью-Йорке вместе с двумя детьми, которых назвала в честь родителей, погибших в нацистском лагере смерти Аушвиц.

## Награды
- Премия Эдгара Аллана По (1974) Общества детективных писателей Америки[англ.] за книгу «Детективы медицины» в номинации «Лучшее произведение о реальных преступлениях»[39].
- Премия «Совесть в СМИ»[англ.] (1992) Американского общества журналистов и писателей[англ.] за долговременное расследование теневой деятельности саентологов[40].

## Труды
- The Scandal of Scientology. Tower Publications[англ.], 1971. OCLC 921001
- Growing up Puerto Rican. Signet, 1973. ISBN 0-451-61233-7
- The Medical Detectives. D. McKay Co., 1973. ISBN 0-679-50382-X
- Let’s Find Out About Halloween. Reader’s Digest Services, 1977.
- Reward! (co-written by Paul Noble). Pocket Books, 1994. ISBN 0-671-87020-3
- The 100 Top Psychics in America (co-written by Paul Noble). Pocket Books, 1996. ISBN 0-671-53401-7
- 277 Secrets Your Cat Wants You to Know (co-written by Paul Noble). Ten Speed Press, 1997. ISBN 0-89815-952-0
- 277 Secrets Your Dog Wants You to Know (co-written by Paul Noble). Ten Speed Press, 1998. ISBN 1-58008-014-6
- 277 Secrets Your Snake and Lizard Wants You to Know. Ten Speed Press, 1999. ISBN 1-58008-035-9
- The Most Romantic Resorts for Destination Weddings, Marriage Renewals & Honeymoons (co-written by Paul Noble). S.P.I. Books, 2002. ISBN 1-56171-914-5
- Battlefield Scientology : exposing L. Ron Hubbard’s dangerous «religion» (co-written by Tony Ortega) Polo Publishing of Palm Beach, 2018. ISBN 1727131568